# Succession d'États
Une succession d'États a lieu dès lors qu'un territoire placé sous l'autorité d'un État passe définitivement sous l'autorité d'un autre État. Le premier État peut alors soit se transformer (perte de territoire), soit disparaître et le deuxième État apparaître ou s'agrandir.

## Définition
L'expression « succession d'États » désigne à la fois la situation de fait que constitue la mutation territoriale et le régime juridique attaché aux effets de cette mutation. Il existe un grand nombre de règles qui permettent d'établir une codification des règles utiles à la succession d'États, qui est souvent conflictuelle.
La Convention de Vienne sur la succession d'États en matière de traités définit la succession d’État comme : « la substitution d’un État à un autre dans la responsabilité des relations internationales d’un territoire ».

## États prédécesseurs, successeurs et continuateur
Lors d'une succession d'États, il faut distinguer, s'il y a lieu, les États prédécesseurs, les États successeurs et éventuellement l’État continuateur. Ainsi, dans le cadre de la dislocation de l'URSS, l'État prédécesseur est l'URSS, les États successeurs sont les onze États devenus indépendants de l'URSS (les trois États baltes ne sont généralement pas comptés comme successeurs de l'URSS car leur annexion n'était pas reconnue par nombre d'États, notamment occidentaux, et leur indépendance de l'URSS est généralement considéré comme un « simple » rétablissement des États baltes ayant existé dans l'entre-deux-guerres) et la fédération de Russie est l'État continuateur (c'est la Russie qui a récupéré les sièges détenus par l'URSS avant sa dissolution).

## Succession d'États et changement de régime
Un changement de régime au sein d'un État n'est pas un changement d'État. Ainsi, par exemple, la République fédérale d'Allemagne se considère comme le même État, l'« État allemand », que celui qu'étaient l'empire de 1871, la république de Weimar et le Reich hitlérien, et non pas un nouvel État qui aurait succédé au « Reich allemand » qui aurait été dissous en 1945. De son côté, la République démocratique allemande se considérait comme un nouvel État, successeur du Reich allemand et distinct de celui-ci et, après la reconnaissance mutuelle de la RFA et de la RDA, qu'il existait donc deux États allemands. Pour plus de détails sur ces différents points de vue sur cette question, voir la situation juridique du Reich allemand après 1945.

## Exemples
- 1918 : Autriche-Hongrie → Autriche et Hongrie (continuateurs) ; la Pologne, la Tchécoslovaquie et la Yougoslavie sont considérés comme ayant fait sécession de la Double Monarchie[3].
- 1923 : Empire ottoman → République de Turquie : généralement considéré comme un simple changement de régime et non comme une succession d'États. Voir Question de l'identité entre l'Empire ottoman et la République de Turquie.
- 1945, 1949, 1954 ou 1973 selon certaines interprétations, voire simple changement de régime sans changement d'État selon d'autres interprétations : Reich allemand → République fédérale d'Allemagne et République démocratique allemande (cette dernière intégrée dans la RFA en 1990).
- 1991 : URSS → Russie (continuateur), Biélorussie, Ukraine, Moldavie, Géorgie, Arménie, Azerbaïdjan, Kazakhstan, Kirghizistan, Ouzbékistan, Tadjikistan, Turkménistan (voir ci-dessus concernant les États baltes).
- 1993 : Tchécoslovaquie → Tchéquie et Slovaquie.
- 2006 : Serbie-et-Monténégro → Serbie (continuateur) et Monténégro.

En juin 1998, le ministre des Affaires étrangères tchétchène Movladi Oudougov (en) s'adresse à ses homologues allemand (Klaus Kinkel) et turc (İsmail Cem) en leur proposant de « rétablir les relations diplomatiques interrompues par la force », indiquant que la République tchétchène d'Itchkérie se considère comme le successeur légal de la République montagnarde du Caucase du Nord qui avait signé un traité de paix et d'amitié avec les Empires allemand et ottoman lors de la campagne du Caucase 80 ans auparavant,. 
Le 5 février 2015, la législature de l'autoproclamée république populaire de Donetsk publie un mémorandum dans lequel elle revendique la succession de la République soviétique de Donetsk-Krivoï Rog et affirme que Fiodor Sergueïev (dit camarade Artiom) est son père fondateur. 

## Sources